# Stephanorgerius zaisanensis
Stephanorgerius zaisanensis är en insektsart som beskrevs av Kusnezov 1933. Stephanorgerius zaisanensis ingår i släktet Stephanorgerius, och familjen Dictyopharidae. Inga underarter finns listade.